# Blepharipa pilitarsis
Blepharipa pilitarsis är en tvåvingeart som först beskrevs av Camillo Rondani 1851.  Blepharipa pilitarsis ingår i släktet Blepharipa och familjen parasitflugor. Inga underarter finns listade i Catalogue of Life.